# A 2009-es Tour de France szakaszai (12–21.)

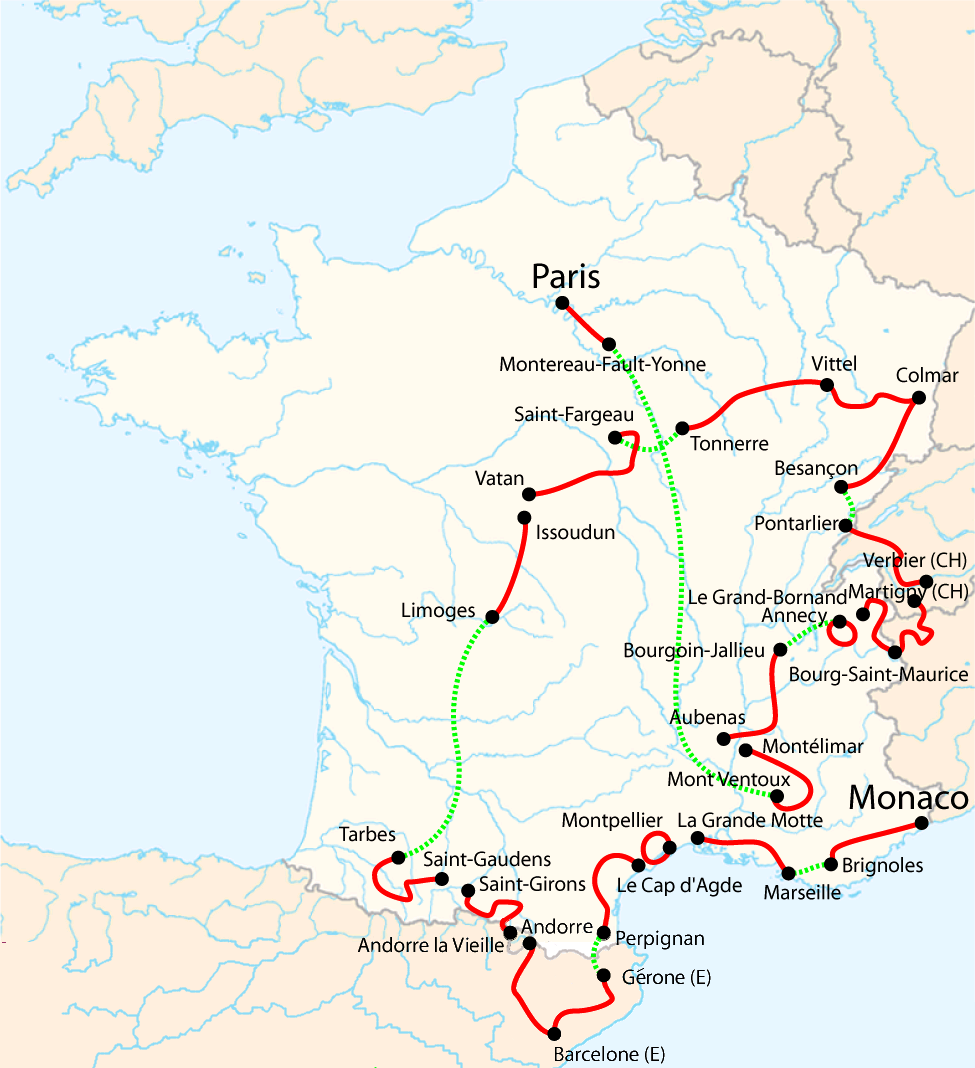
A 2009-es Tour de France útvonala.

Ez a szócikk a 2009-es Tour de France eredményeit mutatja be a 12. szakasztól a 21-ig. Az előző szakaszok eredményei itt találhatóak: A 2009-es Tour de France szakaszai (1–11.)

## 12. szakasz
2009. július 16. –  Tonnerre >  Vittel – 211,5 km, sík szakasz 
Összesen hat emelkedőt kellett megmászniuk a versenyzőknek, ezek közül öt a leggyengébb, 4. kategóriás, az utolsó pedig eggyel nehezebb, 3. kategóriás hegy volt. Az átlagosnál kicsit tovább, a 64. kilométerig kellett várni, hogy kialakuljon egy csoport, amely el tud lépni a mezőnytől. Eddig általában négyen lógtak meg, most viszont hét versenyzőnek sikerült: Egoi Martinez (Euskaltel–Euskadi), Rémi Pauriol (Cofidis), Franco Pellizotti (Liquigas), Markus Fothen (Milram), Laurent Lefèvre (Bbox Bouygues Telecom), Nicki Sørensen (Saxo Bank) és Sylvain Calzati (Agritubel). Hátul a tempót a sárga trikós Rinaldo Nocentini csapata, az Ag2r–La Mondiale diktálta, de a mezőny ezúttal nem igazán hajtott. Elől viszont nem volt meg végig az összhang, Sørensen 22 km-rel a vége előtt támadott:
Azért volt erre szükség, mert a mi csoportunkban volt Pellizotti, aki szenzációsan jó sprinter.
Csak Sylvain Calzati tudta tartani vele a lépést, de ő sem végig, 5,5 km-rel a célt megelőzően ugyanis leszakadt, így a dán teljesen egyedül, 48 másodperces előnnyel nyert, és a 2005-ös Vueltán aratott sikerét követően már a második nagy körversenyen örülhetett szakaszgyőzelemnek. Ez volt hazája 18. sikere a Tour de France-on. A második helyért nagy volt a csata, végül Lefèvre szerezte meg, a harmadik helyen Pellizotti végzett, míg a közel hatperces hátránnyal beérkező mezőnyben Mark Cavendish volt a legjobb, aki a nyolcadik helyével tovább növelte előnyét Thor Hushovddal szemben a zöld trikóért folyó csatában. A hajrában az összetett negyedik helyén álló Levi Leipheimer (Astana) is esett, aki egyből a szállodájába ment a célba érkezését követően, de ugyanúgy bukott az előző két évben második helyen végző Cadel Evans is.
| #   | Versenyző         | Csapat | Idő        |
| --- | ----------------- | ------ | ---------- |
| 1.  | Nicki Sørensen    | SAX    | 4h 52' 24" |
| 2.  | Laurent Lefèvre   | BTL    | + 48"      |
| 3.  | Franco Pellizotti | LIQ    | + 48"      |
| 4.  | Markus Fothen     | MRM    | + 48"      |
| 5.  | Egoi Martínez     | EUS    | + 48"      |
| 6.  | Sylvain Calzati   | AGR    | + 48"      |
| 7.  | Rémi Pauriol      | COF    | + 1' 33"   |
| 8.  | Mark Cavendish    | THR    | + 5' 58"   |
| 9.  | Thor Hushovd      | CTT    | + 5' 58"   |
| 10. | Marco Bandiera    | LAM    | + 5' 58"   |

| #   | Versenyző             | Csapat | Idő         |
| --- | --------------------- | ------ | ----------- |
| 1.  | Rinaldo Nocentini     | ALM    | 48h 27' 21" |
| 2.  | Alberto Contador      | AST    | + 6"        |
| 3.  | Lance Armstrong       | AST    | + 8"        |
| 4.  | Levi Leipheimer       | AST    | + 39"       |
| 5.  | Bradley Wiggins       | GRM    | + 46"       |
| 6.  | Andreas Klöden        | AST    | + 54"       |
| 7.  | Tony Martin           | THR    | + 1' 00"    |
| 8.  | Christian Vande Velde | GRM    | + 1' 24"    |
| 9.  | Andy Schleck          | SAX    | + 1' 49"    |
| 10. | Vincenzo Nibali       | LIQ    | + 1' 54"    |

## 13. szakasz
2009. július 17. –  Vittel >  Colmar – 200 km, sík/hegyi szakasz 

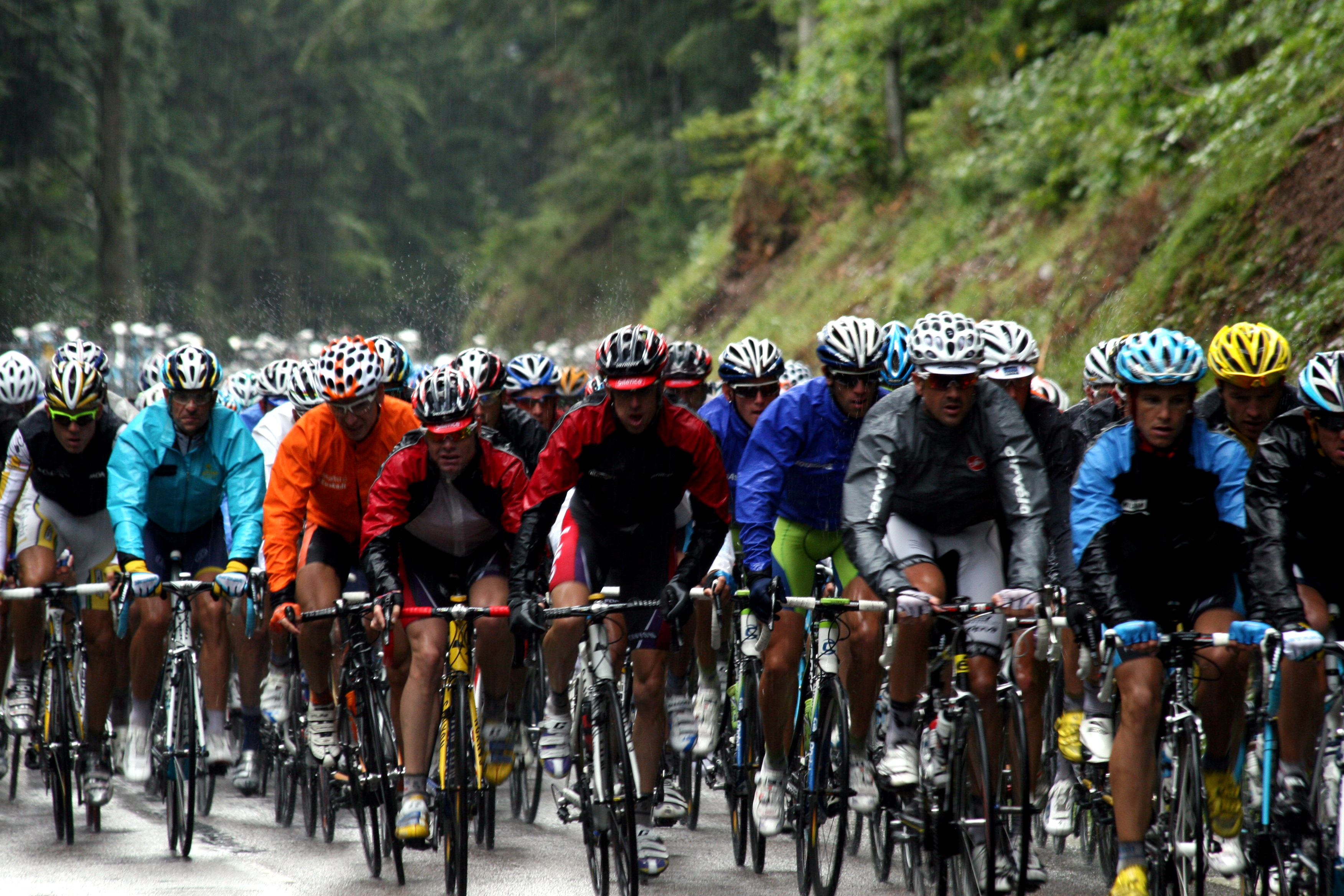
A képen a mezőny látható a 13. szakasznál esőben.

Előzetesen ezen a napon sem lehetett volna használnia füleseket, ám látva a 10. szakasz történéseit, a zsűri úgy döntött, mégiscsak engedélyezi, az állandó rádiós összeköttetést az autókkal. Nem sokáig kellett várni, már a harmadik kilométernél egy hétfős szökevénycsoport lépett el a többiektől, de végül hárman tudtak komolyabb előnyre szert tenni: Sylvain Chavanel (Quick Step), Heinrich Haussler (Cervélo) és Rubén Pérez (Euskaltel). A nap legkeményebb emelkedője a Platzerwasel volt, ahol a spanyol kerékpáros nem is bírta két társa tempóját és leszakadt. Eközben hátul – immár a csuklótörés miatt a Tourt feladni kényszerülő Levi Leipheimer nélkül – az Astana diktálta a tempót, amely azért nem volt óriási, így tudott ellépni Amets Txurruka (Euskaltel) és a korábban az Arcalis-n szakaszt is nyerő Brice Feillu (Agritubel).
Bár fölfelé még együtt haladtak, lejtmenetben Haussler sokkal nagyobb kockázatot vállalt, mint francia riválisa Így ellépett Chavaneltől, majd előnyét a hátralévő két emelkedőn tovább növelte. Az üldözők versenyében a Feillut otthagyó Txurruka köszönhetően a szakasz második felében nyújtott kitűnő teljesítményének a második helyre jött fel, megelőzve az Agritubelest és Chavanelt. Az etapot végül több mint négyperces előnnyel Heinrich Haussler nyerte, aki idén már ötödik profi győzelmének örülhet, ezzel beállította 2006-os egyéni csúcsát. Így fogalmazott a német kerékpáros:
A mai nap tökéletesen alakult. Körülbelül 30 km-re lakom innen, nyugodtan mondhatjuk, hogy ez az én edzőterületem, ráadásul én az ilyen esős időt is szeretem. Fel sem fogtam egészen az utolsó kilométerekig. Nem tudom... Úgy éreztem magam, mintha valamilyen álomban lennék.
A mezőny nagy része egyszerre érkezett meg, így az összetettben élen állók sorrendjében semmilyen változás nem történt, továbbra is az olasz Rinaldo Nocentini vezet, aki az Astanát dicsérte:
Nem beszéltünk össze velük. Tegnap a csapatom rengeteget dolgozott azért, hogy megőrizzük a zöld trikót. Éppen ezért úgy döntöttünk, hogy bár ma is fontos, nem akartuk már minden áron megtartani. Az Astana nagyon sok munkát vállalt, mindez számunkra is tökéletes volt, hiszen így egy újabb napot tölthetek el sárgában.
A pöttyös trikót Franco Pellizotti szerezte meg Egoi Martineztől, és a zöld trikó is új gazdára talált: Thor Hushovd szerezte vissza azt Mark Cavendish-től köszönhetően hatodik helyének, ám előnye csupán öt pont a brittel szemben.
A Rabobankos Óscar Freire és a Garminos Julian Dean is könnyebben megsérült, amikor valakik légpuskával a bolyba lőttek. Freire egyik lábából ki kellett venni a lövedéket, miután teljesítette a szakaszt és szerencsére nem okozott kárt benne a repesz. Dean egyik mutatóujja sérült meg bal kezén, de ő is be tudta fejezni a szakaszt. Az eset ellenére szombaton mindketten rajthoz állhattak. A rendőrség azt közölte, a tettesek akár éves börtönbüntetést és 45 ezer eurós pénzbüntetést is kaphat. A következő szakasz napján, július 18-án bejelentették, két, 16-17 éves körüli fiatalt keresnek a lövöldözés miatt.
| #   | Versenyző          | Csapat | Idő        |
| --- | ------------------ | ------ | ---------- |
| 1.  | Heinrich Haussler  | CTT    | 4h 56' 26" |
| 2.  | Amets Txurruka     | EUS    | + 4' 11"   |
| 3.  | Brice Feillu       | AGR    | + 6' 13"   |
| 4.  | Sylvain Chavanel   | QST    | + 6' 31"   |
| 5.  | Peter Velits       | MRM    | + 6' 43"   |
| 6.  | Thor Hushovd       | CTT    | + 6' 43"   |
| 7.  | Vlagyimir Jefimkin | ALM    | + 6' 43"   |
| 8.  | Bradley Wiggins    | GRM    | + 6' 43"   |
| 9.  | George Hincapie    | THR    | + 6' 43"   |
| 10. | Andy Schleck       | SAX    | + 6' 43"   |

| #   | Versenyző             | Csapat | Idő         |
| --- | --------------------- | ------ | ----------- |
| 1.  | Rinaldo Nocentini     | ALM    | 53h 30' 30" |
| 2.  | Alberto Contador      | AST    | + 6"        |
| 3.  | Lance Armstrong       | AST    | + 8"        |
| 4.  | Bradley Wiggins       | GRM    | + 46"       |
| 5.  | Andréas Klöden        | AST    | + 54"       |
| 6.  | Tony Martin           | THR    | + 1' 00"    |
| 7.  | Christian Vande Velde | GRM    | + 1' 24"    |
| 8.  | Andy Schleck          | SAX    | + 1' 49"    |
| 9.  | Vincenzo Nibali       | LIQ    | + 1' 54"    |
| 10. | Luis León Sánchez     | GCE    | + 2' 16"    |

## 14. szakasz
2009. július 18. –  Colmar >  Besançon – 199 km, sík szakasz 
14 km megtétele után egy 14 fős szökevénycsoport lépett el a mezőnytől, amelyben többek között a zöld trikóért hajtó Mark Cavendish is szerepelt, ám a brit idővel lemaradt a többiektől, mivel nem akarta csapattársa, George Hincapie esélyeit csökkenteni. Jens Voigt defektjét követően 12-en maradtak elöl. Hátul a mezőny lassan haladt, így a szökevények villámgyorsan jelentős, 8 perc 40 másodperces előnyre tettek szert, amelynek köszönhetően Hincapie virtuálisan átvette a vezetést az összetettben Rinaldo Nocentinitől. Így vélekedett erről:
A sportigazgatónk, Vincent Lavenu azt mondta, döntsek én arról, harcolunk-e a sárga trikóért. Ám én inkább társaimra hagytam a döntést, mivel ők rengeteget dolgoztak értem az elmúlt egy hét során. Azt mondtam, válasszatok ti, hogy menjünk-e. Ha nem, az sem baj, mert sokat tettetek értem. Ők azonban inkább mentek előre, aminek örülök.
11 km-rel a vége előtt Szergej Ivanov indított remek pillanatban, és nagyon hamar behozhatatlan előnyre tett szert. A mostani győzelmével pályafutása második, a Katyusa történetének első Tour de France szakaszgyőzelmét szerezte. Ezt mondta győzelméről:
Ma nem azért nyertem meg a szakaszt, mert erősebb voltam, mint a többiek, hanem mert jobb volt a taktikám.
Végül Nicolas Roche lett a második, míg a mezőny 5 perc 35 másodperces hátránya azt jelentette, hogy Hincapie öt másodperccel bukta el a sárga trikót, ráadásul Mark Cavendish sem szerezte vissza a zöldet.
A szakaszon haláleset is történt: az úttesten áthaladó, 61 éves nő, akit egy, a karavánt kísérő rendőrmotoros ütött el Colmar és Besançon között, a kórházba szállítást követően elhunyt.
| #   | Versenyző          | Csapat | Idő        |
| --- | ------------------ | ------ | ---------- |
| 1.  | Szergej Ivanov     | KAT    | 4h 37' 46" |
| 2.  | Nicolas Roche      | ALM    | + 16"      |
| 3.  | Hayden Roulston    | CTT    | + 16"      |
| 4.  | Martijn Maaskant   | GRM    | + 16"      |
| 5.  | Sébastien Minard   | COF    | + 16"      |
| 6.  | Daniele Righi      | LAM    | + 16"      |
| 7.  | Cristophe Le Mével | FDJ    | + 16"      |
| 8.  | George Hincapie    | THR    | + 16"      |
| 9.  | Daniele Bennati    | LIQ    | + 16"      |
| 10. | Gerald Ciolek      | MRM    | + 22"      |

| #   | Versenyző             | Csapat | Idő         |
| --- | --------------------- | ------ | ----------- |
| 1.  | Rinaldo Nocentini     | ALM    | 58h 13' 52" |
| 2.  | George Hincapie       | THR    | + 5"        |
| 3.  | Alberto Contador      | AST    | + 6"        |
| 4.  | Lance Armstrong       | AST    | + 8"        |
| 5.  | Christophe Le Mével   | FDJ    | + 43"       |
| 6.  | Bradley Wiggins       | GRM    | + 46"       |
| 7.  | Andreas Klöden        | AST    | + 54"       |
| 8.  | Tony Martin           | THR    | + 1' 00"    |
| 9.  | Christian Vande Velde | GRM    | + 1' 24"    |
| 10. | Andy Schleck          | SAX    | + 1' 49"    |

## 15. szakasz
2009. július 19. –  Pontarlier >  Verbier – 207,5 km, hegyi szakasz 

A 15. szakasz oldalnézetből.

Ez a Pontarlier-ből rajtoló, és a svájci Verbier-ben befejeződő etap volt a második olyan nap, amely hegyi befutóval ért véget. A szakasz elején egy tízfős csoport lépett el a mezőnytől, amelyben többek között a korábbi sárga trikós Fabian Cancellara, a néhány nappal ezelőtt még a hegyi pontversenyben élen álló Egoi Martinez, valamint utódja, Franco Pellizotti is ott volt, ám a szökevényeket a mezőny szemmel tartotta. Az összesen hat emelkedőt magában foglaló 207,5 km utolsó nyolc kilométere volt igazán nehéz, hiszen egy 1. kategóriás hegyi befutóval ért véget. A Saxo Bank szenzációs tempót diktált, amelynek következtében már a legelején is nagyon sokan leszakadtak, a végső győzelemre is esélyesek maradtak 13-an. Ők szépen lassan befogták a szökevényeket, majd 5,5 km-rel a cél előtt az összetett második helyen álló Alberto Contador megszökött.
A pályafutása során már valamennyi nagy körversenyt megnyerő kerekes nyomába csak Andy Schleck tudott nagyjából iramodni, ám a fiatal luxemburgi sem tudott felzárkózni hozzá, ahogy a tavalyi győztes Carlos Sastre, vagy éppen Lance Armstrong sem. A célba végül 43 másodperces előnnyel érkező spanyol a mai győzelmének köszönhetően átvette a vezetést az összetettben Rinaldo Nocentinitől, ami pedig a szakasz további sorrendjét illeti, Andy Schleck lett a második, míg a Liquigasos Vincenzo Nibali a harmadik. A sárga trikóért zajló csatában Contador 1 perc 37 másodperces előnnyel vezet a második helyen álló Lance Armstronggal szemben, a harmadik pedig Bradley Wiggins.
| #   | Versenyző        | Csapat | Idő        |
| --- | ---------------- | ------ | ---------- |
| 1.  | Alberto Contador | AST    | 5h 03' 58" |
| 2.  | Andy Schleck     | SAX    | + 43"      |
| 3.  | Vincenzo Nibali  | LIQ    | + 1' 03"   |
| 4.  | Fränk Schleck    | SAX    | + 1' 06"   |
| 5.  | Bradley Wiggins  | GRM    | + 1' 06"   |
| 6.  | Carlos Sastre    | CTT    | + 1' 06"   |
| 7.  | Cadel Evans      | SIL    | + 1' 26"   |
| 8.  | Andreas Klöden   | AST    | + 1' 29"   |
| 9.  | Lance Armstrong  | AST    | + 1' 35"   |
| 10. | Kim Kirchen      | THR    | + 1' 55"   |

| #   | Versenyző           | Csapat | Idő         |
| --- | ------------------- | ------ | ----------- |
| 1.  | Alberto Contador    | AST    | 63h 17' 56" |
| 2.  | Lance Armstrong     | AST    | + 1' 37"    |
| 3.  | Bradley Wiggins     | GRM    | + 1' 46"    |
| 4.  | Andreas Klöden      | AST    | + 2' 17"    |
| 5.  | Andy Schleck        | SAX    | + 2' 26"    |
| 6.  | Rinaldo Nocentini   | ALM    | + 2' 30"    |
| 7.  | Vincenzo Nibali     | LIQ    | + 2' 51"    |
| 8.  | Tony Martin         | THR    | + 3' 07"    |
| 9.  | Christophe Le Mével | FDJ    | + 3' 09"    |
| 10. | Fränk Schleck       | SAX    | + 3' 25"    |

## Pihenőnap
2009. július 20. –  Verbier

## 16. szakasz
2009. július 21. –  Martigny >  Bourg-Saint-Maurice – 159 km, hegyi szakasz 
Az egész versenyt figyelembe véve legrövidebb (159 km) etap gyakorlatilag az első, kiemelt kategóriájú heggyel, a 2009-es Tour legmagasabb pontjával kezdődött, amelyre egy 40 km hosszúságú út vezetett fel. Franco Pellizotti (Liquigas) támadásba lendült, a tempóját hosszabb távon csak Vlagyimir Karpec (Katyusa) tudta tartani. A duónak több mint három perces előnye lett a mezőnnyel szemben, amelyben a sárga trikós Alberto Contador (Astana) csapata diktálta a tempót. Végül a csúcsra is Pellizotti-ék értek fel leghamarabb, két percet őriztek meg a különbségből.
Ezt követően jött a második hegy, a Petit-Saint-Bernard, amely hiába volt csak első kategóriájú, így is másfélszer több pontot hozott a győztesnek, mivel dupla szorzójúnak számított. Ennek megfelelően a többszöri szökési kísérletek ellenére ismételten - az egyszer már utolért - Pellizotti haladt át elsőként a csúcsán, csak ezúttal már Jurgen Van den Broeck (Silence–Lotto), Mikel Astarloza (Euskaltel) és Amaël Moinard (Cofidis) társaságában.
Ami az összetettért folyó csatát illeti, Andy Schleck (Saxo Bank) a második hegyen támadásba lendült, de Contador és még páran tudták tartani vele a lépést, sőt, a kicsit leszakadó Lance Armstrong (Astana) is vissza tudott kapaszkodni, mihelyst lassult a tempója a fiatal luxemburginak.
A szakaszgyőzelemért azonban nagy csata folyt, a Roche (Ag2r), Fédrigo (Bbox Bouygues Telecom), Casar (Française des Jeux), Goubert (Ag2r) négyes kis híján utolérte az élen haladó kvartett a lejtmenetben. Két kilométerrel a vége előtt aztán Mikel Astarloza indított és lépett el a lehető legjobb pillanatban a többiektől, akik már nem is tudták befogni őt, így a spanyol pályafutása első Tour de France szakaszgyőzelmének örülhet, ráadásul ez volt az Euskaltel első sikere 2003 óta, amikor Iban Mayónak az Alpe d’Huezen sikerült nyernie. Így fogalmazott a 29 éves versenyző célba érkezését követően:
Hogy őszinte legyek, nincs valami hosszú rezümém, nem is nyertem túl sokszor, de egyértelmű, hogy ez a siker a lista legelejére kívánkozik.
| #   | Versenyző             | Csapat | Idő        |
| --- | --------------------- | ------ | ---------- |
| 1.  | Mikel Astarloza       | EUS    | 4h 14' 20" |
| 2.  | Sandy Casar           | FDJ    | + 6"       |
| 3.  | Pierrick Fédrigo      | BTL    | + 6"       |
| 4.  | Nicolas Roche         | ALM    | + 6"       |
| 5.  | Jurgen Van den Broeck | SIL    | + 6"       |
| 6.  | Amaël Moinard         | COF    | + 6"       |
| 7.  | Franco Pellizotti     | LIQ    | + 11"      |
| 8.  | Stéphane Goubert      | ALM    | + 11"      |
| 9.  | Christophe Moreau     | AGR    | + 59"      |
| 10. | Alberto Contador      | AST    | + 59"      |

| #   | Versenyző             | Csapat | Idő         |
| --- | --------------------- | ------ | ----------- |
| 1.  | Alberto Contador      | AST    | 67h 33' 15" |
| 2.  | Lance Armstrong       | AST    | + 1' 37"    |
| 3.  | Bradley Wiggins       | GRM    | + 1' 46"    |
| 4.  | Andreas Klöden        | AST    | + 2' 17"    |
| 5.  | Andy Schleck          | SAX    | + 2' 26"    |
| 6.  | Vincenzo Nibali       | LIQ    | + 2' 51"    |
| 7.  | Christophe Le Mével   | FDJ    | + 3' 09"    |
| 8.  | Fränk Schleck         | SAX    | + 3' 25"    |
| 9.  | Carlos Sastre         | CTT    | + 3' 52"    |
| 10. | Christian Vande Velde | GRM    | + 3' 59"    |

## 17. szakasz
2009. július 22. –  Bourg-Saint-Maurice >  Le Grand-Bornand, 169,5 km, hegyi szakasz 

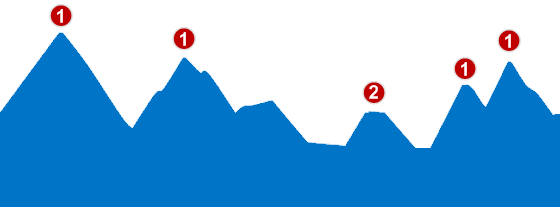
A 17. szakasz oldalnézetből.

A királyetap nem a legjobb időben vette kezdetét, a Cormet de Roselend-re még esőben kellett felmenniük a kerékpárosoknak, és ezúttal is a piros pöttyös trikót viselő Franco Pellizotti volt a legaktívabb. A hegyi pontversenyt már a napot megelőzően is 58 ponttal vezető olasz ért fel legkorábban az első hegyre, ám a lejtmenetben egy másik megkülönböztető felsőt viselő bringás, Thor Hushovd volt a legjobb, aki a két gyorsasági hajrát szerette volna begyűjteni. A norvég terve sikerült, olyannyira, hogy még két hegyet is ő mászott meg elsőként, a szakaszgyőzelemért zajló csata azonban csak az utolsó 30 kilométeren vette kezdetét.
Az egész Tour egyik legmeredekebb emelkedőjén, a Col de Romme-on már azok haladtak át elsőként, akik a végső sikerre is esélyesek. Az összetettben élen álló Alberto Contador két segítőjével, Lance Armstronggal és Andreas Klödennel próbálta visszaverni a Saxo Bankosok, Andy és Fränk Schleck támadásait. Armstrong kicsit korábban maradt le a többiektől, és tartott egy ideig Bradley Wigginsszel, míg Klöden már csak a záró hegy utolsó másfél kilométerén szakadt le, így a 2007-es Tour-győztes ekkor maradt magára a két Schleckkel. A luxemburgi duó viszont nem bírt a spanyollal, így a Col de la Colombiere-ről ők hárman egyszerre kezdték meg a célig tartó 10 km-es lejtmenetet.
A hajrában végül elmaradt az igazán nagy verseny, Fränk Schleck haladt át elsőként a célvonalon, őt követte Contador, míg a harmadik Andy Schleck lett, megelőzve a több mint két perccel mögöttük célba érkező Nibalit és a Wigginst magáról lerázó Armstrongot. Ennek köszönhetően az összetettben továbbra is Contador vezet, aki így értékelte a történéseket:
Kicsit keserédes a hangulatom a szakasz után. Amikor a La Colombiere-en voltunk, azt mondtam Andreas Klödennek, hogy szeretnék támadni, ő pedig mondta, hogy menjek. Elléptem, de hátra fordulva láttam, hogy a Schleck-testvérek követnek, ugyanakkor Andreas lemaradt. Ekkor lelassítottam, azt gondoltam, majd ő is utolér minket, de nagyon szenvedett, és végül elég komoly hátrányt szedett össze. Ez az, amiért nem vagyok önfeledten boldog.
| #   | Versenyző             | Csapat | Idő        |
| --- | --------------------- | ------ | ---------- |
| 1.  | Fränk Schleck         | SAX    | 4h 53' 54" |
| 2.  | Alberto Contador      | AST    | + 0"       |
| 3.  | Andy Schleck          | SAX    | + 0"       |
| 4.  | Vincenzo Nibali       | LIQ    | + 2' 18"   |
| 5.  | Lance Armstrong       | AST    | + 2' 18"   |
| 6.  | Andreas Klöden        | AST    | + 2' 27"   |
| 7.  | Bradley Wiggins       | GRM    | + 3' 07"   |
| 8.  | Christophe Moreau     | AGR    | + 4' 09"   |
| 9.  | Christian Vande Velde | GRM    | + 4' 09"   |
| 10. | Rémi Pauriol          | COF    | + 6' 10"   |

| #   | Versenyző             | Csapat | Idő         |
| --- | --------------------- | ------ | ----------- |
| 1.  | Alberto Contador      | AST    | 72h 27' 09" |
| 2.  | Andy Schleck          | SAX    | + 2' 26"    |
| 3.  | Fränk Schleck         | SAX    | + 3' 25"    |
| 4.  | Lance Armstrong       | AST    | + 3' 55"    |
| 5.  | Andreas Klöden        | AST    | + 4' 44"    |
| 6.  | Bradley Wiggins       | GRM    | + 4' 53"    |
| 7.  | Vincenzo Nibali       | LIQ    | + 5' 09"    |
| 8.  | Christian Vande Velde | GRM    | + 8' 08"    |
| 9.  | Christophe Le Mével   | FDJ    | + 9' 19"    |
| 10. | Mikel Astarloza       | EUS    | + 10' 50"   |

## 18. szakasz
2009. július 23. –  Annecy >  Annecy – 40,5 km, egyéni időfutam 
A 40,5 km-t egy harmadik kategóriás emelkedő is nehezítette. Az első igazán meghatározó időt a szám olimpiai-, és korábbi világbajnoka Fabian Cancellara jegyezte, aki elég sokáig őrizte is első helyét. Luis León Sánchez, David Millar, Gustav Larsson és Mihail Ignatyev is remek teljesítményt nyújtott, ám szokás szerint a végére maradtak azok, akik a legjobban álltak az összetettben. A nap egyik esélyesének tartott Bradley Wiggins szenzációs tempóban kezdett, sokáig úgy tűnt, hogy a szakasz dobogójára is felállhat, ám a túl gyors rajt megbosszulta magát, a hegyen teljesen elkészült erejével, és így csak a hatodik helyen zárt. Andreas Klöden ezúttal sem tudott kiemelkedően jót tekerni, közel egy perccel maradt el a végső győztestől, és lett ezzel kilencedik.
A nap legnagyobb csalódása bizonyos szempontból Lance Armstrong volt, aki bár elérte célját, és újra dobogón állt az összetettben, ezen a napon csupán a 16. lett. Ahogy az várható volt, Fränk Schlecknek nem sikerült jól ez az időfutam, akárcsak öccsének, Andynak sem, aki Armstrongtól csupán 15 másodperccel kapott ki.
Az abszolút verhetetlennek azonban Alberto Contador bizonyult. A spanyol, aki már nyert egy szakaszt a Touron egy ellenőrzőpontot leszámítva mindenhol a leggyorsabb volt, és bár a végén majdnem teljesen elkészült erejével, három másodpercet meg tudott őrizni előnyéből, és így megelőzte a második helyezett Cancellarát, valamint a harmadik Ignatyevet. Így vélekedett Contador az időfutamról:
Amikor elindultam, csak az összetett lebegett a szemem előtt, de amikor áthaladtam az első ellenőrzőponton és láttam az időmet, az óriási hitet adott. Sorsdöntő nap volt ez, és jobban jöttem ki belőle, mint vártam.
| #   | Versenyző         | Csapat | Idő      |
| --- | ----------------- | ------ | -------- |
| 1.  | Alberto Contador  | AST    | 48' 31"  |
| 2.  | Fabian Cancellara | SAX    | + 3"     |
| 3.  | Mihail Ignatyev   | KAT    | + 15"    |
| 4.  | Gustav Larsson    | SAX    | + 33"    |
| 5.  | David Millar      | GRM    | + 41"    |
| 6.  | Bradley Wiggins   | GRM    | + 43"    |
| 7.  | Luis León Sánchez | EUS    | + 44"    |
| 8.  | Christophe Moreau | AGR    | + 45"    |
| 9.  | Andreas Klöden    | AST    | + 54"    |
| 10. | David Zabriskie   | GRM    | + 1' 02" |

| #   | Versenyző             | Csapat | Idő         |
| --- | --------------------- | ------ | ----------- |
| 1.  | Alberto Contador      | AST    | 73h 15' 39" |
| 2.  | Andy Schleck          | SAX    | + 4' 11"    |
| 3.  | Lance Armstrong       | AST    | + 5' 25"    |
| 4.  | Bradley Wiggins       | GRM    | + 5' 36"    |
| 5.  | Andreas Klöden        | AST    | + 5' 38"    |
| 6.  | Fränk Schleck         | SAX    | + 5' 59"    |
| 7.  | Vincenzo Nibali       | LIQ    | + 7' 15"    |
| 8.  | Christian Vande Velde | GRM    | + 10' 08"   |
| 9.  | Mikel Astarloza       | EUS    | + 12' 38"   |
| 10. | Christophe Le Mével   | FDJ    | + 12' 41"   |

## 19. szakasz
2009. július 24. –  Bourgoin-Jallieu >  Aubenas – 178 km, sík szakasz 
Hiába alakult ki egy 19 fős szökevénycsoport, amelynek többek között Cadel Evans, David Millar, Sylvain Chavanel, vagy éppen Luis León Sánchez is tagja volt, igazán nagy különbség nem alakult ki, ennek köszönhetően annak a bizonyos második kategóriás hegynek egyszerre kezdett neki a 158 versenyző. A Col de l'Escrinet azonban alaposan megtépázta a mezőnyt, Laurent Lefèvre és Alessandro Ballan pedig meg tudott meglépni, a duó érkezett fel körülbelül tíz másodperces előnnyel a csúcsra elsőként, ám a célig hátra lévő szakaszon elfogyott az előnyük. A befutóra valamennyi jó sprinter készülődhetett, a zöld trikós Thor Hushovd, az eddig négy szakaszt nyerő Mark Cavendish, valamint a tavaly a pontversenyt megnyerő Óscar Freire is ott volt elől. A Columbia versenyzőjének viszont segítői is maradtak.
Ugyan Mark Renshaw leszakadt, George Hincapie, valamint Tony Martin rengeteget dolgozott azért, hogy a brit kihasználhassa az utolsó 200 méteren gyorsasági fölényét. Bár Hushovd mindent megtett, így sem tudta megnyerni a szakaszt, Cavendish lett az első, a norvég a második, míg Gerald Ciolek a harmadik. Összesen 12-en érkeztek meg azonos idővel, Lance Armstrong is ott volt a csoportban, így négy másodperccel előzte meg az összetettbeli riválisait.
Az összetettben Alberto Contador előnye továbbra is 4 perc 11 másodperc Andy Schleckkel szemben, míg a zöld trikóért folyó csatában még az újabb első hely ellenére is 25 pont a hátránya Cavendish-nek Hushovdhoz képest. Ami a piros pöttyös trikót illeti, Franco Pellizotti előnye már matematikailag is behozhatatlan. Ha az olasz versenyző a limitidőn belül érkezik célba a következő két szakasz során, akkor Claudio Chiappucci után ő lesz az első itáliai, aki megnyeri a Touron a hegyi pontversenyt.
| #   | Versenyző           | Csapat | Idő        |
| --- | ------------------- | ------ | ---------- |
| 1.  | Mark Cavendish      | THR    | 3h 50' 35" |
| 2.  | Thor Hushovd        | CTT    | + 0"       |
| 3.  | Gerald Ciolek       | MRM    | + 0"       |
| 4.  | Greg Van Avermaet   | SIL    | + 0"       |
| 5.  | Óscar Freire        | RAB    | + 0"       |
| 6.  | Jérôme Pineau       | QST    | + 0"       |
| 7.  | Beppu Fumijuki      | SKS    | + 0"       |
| 8.  | Nicolas Roche       | ALM    | + 0"       |
| 9.  | Christophe Le Mével | FDJ    | + 0"       |
| 10. | Martijn Maaskant    | GRM    | + 0"       |

| Hely | Versenyző             | Csapat | Idő         |
| ---- | --------------------- | ------ | ----------- |
| 1.   | Alberto Contador      | AST    | 77h 06' 18" |
| 2.   | Andy Schleck          | SAX    | + 4' 11"    |
| 3.   | Lance Armstrong       | AST    | + 5' 21"    |
| 4.   | Bradley Wiggins       | GRM    | + 5' 36"    |
| 5.   | Andreas Klöden        | AST    | + 5' 38"    |
| 6.   | Fränk Schleck         | SAX    | + 5' 59"    |
| 7.   | Vincenzo Nibali       | LIQ    | + 7' 15"    |
| 8.   | Christian Vande Velde | GRM    | + 10' 08"   |
| 9.   | Christophe Le Mével   | FDJ    | + 12' 37"   |
| 10.  | Mikel Astarloza       | EUS    | + 12' 38"   |

## 20. szakasz
2009. július 25. –  Montélimar >  Mont Ventoux – 167 km, hegyi szakasz 

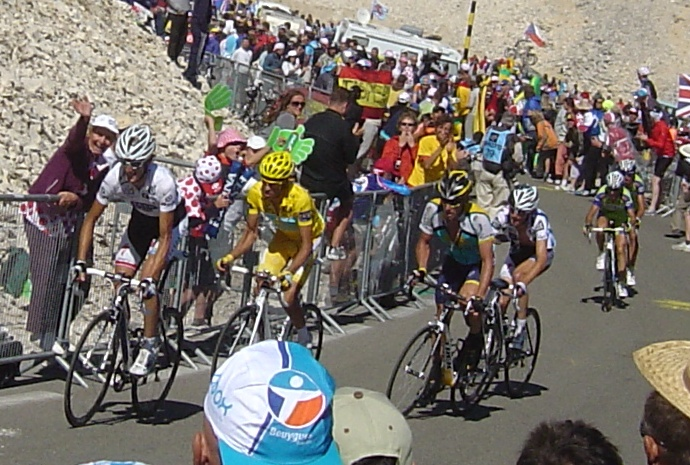
A képen Alberto Contador látható sárga trikóban a 20. szakaszon, a képen jobbra pedig Lance Armstrong.

A nap elején egy 16 fős szökevénycsoport lépett el a többiektől, közülük a német Tony Martin állt a legelőkelőbb helyen az összetettben, ám neki is több mint 50 perc volt a hátránya, így nyugodtan mehettek az elől lévők. Előnyük közel tíz perc is volt, ám ekkor a mezőny élére állt az Astana, és a Mont Ventoux-ra érkezve már csak négy maradt. Ekkor lépett el a többiektől Juan Manuel Gárate, Tony Martin és Christophe Riblon, hátul pedig Andy Schleck próbálta meg lerázni az összetett éllovas Alberto Contadort. Andy így vélekedett a szakaszról:
Mindig mondtam, hogy újra és újra próbálkozni fogok, egészen Párizsig. Most már itt vagyunk a Ventoux csúcsán és ki kell jelentenem: Contador fogja megnyerni a Tourt, most már azt mondhatom, vége. De személy szerint nagyon boldog vagyok, szerintem jól teljesítettem a Touron. Az, hogy ma egy ilyen szakaszon sikerült célba érnem, nagyon különleges pillanatot jelent. Próbáltam segíteni a bátyámnak, hogy a dobogóra ő is felállhasson. Mindent egybe véve boldog vagyok, második lettem a Touron, ennek örülök.
Bár a nagy csata az összetett dobogójának harmadik helyéért zajlott, a szakaszgyőzelem sorsa sem dőlt még el ekkor, a hegyi pontversenyben már korábban behozhatatlan előnyre szert tévő Franco Pellizotti robbantott, bízva abban, hogy utoléri az élen álló duót, Gáratét és Martint:
Jól éreztem magam. Megpróbáltam... Az elején a legjobbak támadtak, ekkor kicsit leszakadtam tőlük, de a saját ritmusomban végül sikerült utolérnem őket. Tisztában voltam vele, hogy ők csak a saját csatájukkal vannak elfoglalva, így engem el fognak engedni, de mindez nem volt elég. De megpróbáltam, és ennek örülök. Szerettem volna úgy viselni ezt a piros pöttyös trikót, ahogy azt illik, egy ilyen fontos hegyen.
Mivel az összetettben jól állók továbbra is egymással voltak elfoglalva, Andy Schleck és Contador sem hajtott úgy, ahogy tudott volna, hiszen mindketten próbálták segíteni csapattársukat, a végén Juan Manuel Gárate és Tony Martin között dőlt el a győzelem sorsa. Végül a spanyol nyert, aki így valamennyi nagy körversenyen nyert már szakaszt. Így összegzett a spanyol Gárate:
Ez egy történelmi nap, ez a pillanat pedig felejthetetlen lesz számomra életem végéig. Szerintem csak hétfőn, miután hazaértem fogom valójában felfogni, hogy mit is értem el. Az, hogy valaki beírja magát egy ilyen misztikus hegy életébe egyáltalán nem könnyű, hiszen mindenki ezt akarja. Nagyon nehéz volt.
| #   | Versenyző          | Csapat | Idő        |
| --- | ------------------ | ------ | ---------- |
| 1.  | Juan Manuel Gárate | RAB    | 4h 39' 21" |
| 2.  | Tony Martin        | THR    | + 3"       |
| 3.  | Andy Schleck       | SAX    | + 38"      |
| 4.  | Alberto Contador   | AST    | + 38"      |
| 5.  | Lance Armstrong    | AST    | + 41"      |
| 6.  | Fränk Schleck      | SAX    | + 43"      |
| 7.  | Roman Kreuziger    | LIQ    | + 46"      |
| 8.  | Franco Pellizotti  | LIQ    | + 56"      |
| 9.  | Vincenzo Nibali    | LIQ    | + 58"      |
| 10. | Bradley Wiggins    | GRM    | + 1' 03"   |

| #   | Versenyző             | Csapat | Idő         |
| --- | --------------------- | ------ | ----------- |
| 1.  | Alberto Contador      | AST    | 81h 46' 17" |
| 2.  | Andy Schleck          | SAX    | + 4' 11"    |
| 3.  | Lance Armstrong       | AST    | + 5' 24"    |
| 4.  | Bradley Wiggins       | GRM    | + 6' 01"    |
| 5.  | Fränk Schleck         | SAX    | + 6' 04"    |
| 6.  | Andreas Klöden        | AST    | + 6' 42"    |
| 7.  | Vincenzo Nibali       | LIQ    | + 7' 35"    |
| 8.  | Christian Vande Velde | GRM    | + 12' 04"   |
| 9.  | Roman Kreuziger       | LIQ    | + 14' 16"   |
| 10. | Christophe Le Mével   | FDJ    | + 14' 25"   |

## 21. szakasz
2009. július 26. –  Montereau-Fault-Yonne >  Párizs, Champs-Élysées – 164 km, sík szakasz 
| #   | Versenyző           | Csapat | Idő        |
| --- | ------------------- | ------ | ---------- |
| 1.  | Mark Cavendish      | THR    | 4h 02' 18" |
| 2.  | Mark Renshaw        | THR    | + 0"       |
| 3.  | Tyler Farrar        | GRM    | + 0"       |
| 4.  | Gerald Ciolek       | MRM    | + 0"       |
| 5.  | Jauhenyi Hutarovics | FDJ    | + 0"       |
| 6.  | Thor Hushovd        | CTT    | + 0"       |
| 7.  | José Joaquín Rojas  | GCE    | + 0"       |
| 8.  | Marco Bandiera      | LAM    | + 0"       |
| 9.  | Daniele Bennati     | LIQ    | + 0"       |
| 10. | William Bonnet      | BTL    | + 0"       |

| #   | Versenyző             | Csapat | Idő         |
| --- | --------------------- | ------ | ----------- |
| 1.  | Alberto Contador      | AST    | 85h 48' 35" |
| 2.  | Andy Schleck          | SAX    | + 4' 11"    |
| 3.  | Lance Armstrong       | AST    | + 5' 24"    |
| 4.  | Bradley Wiggins       | GRM    | + 6' 01"    |
| 5.  | Fränk Schleck         | SAX    | + 6' 04"    |
| 6.  | Andreas Klöden        | AST    | + 6' 42"    |
| 7.  | Vincenzo Nibali       | LIQ    | + 7' 35"    |
| 8.  | Christian Vande Velde | GRM    | + 12' 04"   |
| 9.  | Roman Kreuziger       | LIQ    | + 14' 16"   |
| 10. | Christophe Le Mével   | FDJ    | + 14' 25"   |